# Indicador redox
Un Indicador redox (També anomenat un Indicador Reducció-Oxidació) és un indicador que sofreix un canvi de color sota un canvi de potencial d'elèctrode.
La necessitat d'un canvi de color ràpid i reversible significa que l'equilibri de la reacció redox per a un indicador redox necessita ser estabilitzat ràpidament. Així doncs, només unes poques classes orgàniques de sistemes redox poden ser utilitzades com a indicadors.
Hi ha dos tipus comuns d'indicadors redox:
- Compostos Organometal·lics (Ex. fenantrolina)
- Verdaders Sistemes redox orgànics (Ex. Blau de metilè)

Algunes vegades alguns colorants inorgànics oxidants o reductors (Ex. Manganat de potassi, Dicromat de potassi) també són anomenats incorrectament indicadors redox. No poden ser classificats com a verdaders indicadors redox com a causa de la seva irreversibilitat.
Gairebé tots els indicadors redox amb Sistemes redox orgànics involucren un protó com a participant en la seva reacció electroquímica. Així doncs, els indicadors redox són també dividits generalment en dos grups: Dependent o independent del pH.

## Indicadors redox independents del pH
| Indicador                                                | E0, V | Color de la forma Oxidada | Color de la forma Reduïda |
| -------------------------------------------------------- | ----- | ------------------------- | ------------------------- |
| 2,2'-bipiridina (Complex del Ru)                         | +1.33 | Incolor                   | Groc                      |
| Nitrofenantrolina (Complex del Fe)                       | +1.25 | Cian                      | Vermell                   |
| N-àcid fenantrolínic                                     | +1.08 | Violeta                   | Incolor                   |
| 1,10-Fenantrolina Ferro(II) complex de sulfat (Ferroína) | +1.06 | Cian                      | Vermell                   |
| 2,2`-Bipiridina (Complex del Fe)                         | +0.97 | Cian                      | Vermell                   |
| 5,6-Dimetilfenantrolina (Complex del Fe)                 | +0.97 | Groc-Verdós               | Vermell                   |
| o-Dianisidina                                            | +0.85 | Vermell                   | Incolor                   |
| Sodi Difenol sulfat                                      | +0.84 | Fucsia                    | Incolor                   |
| Difenilbenzeina                                          | +0.76 | Violeta                   | Incolor                   |
| Difenilamina                                             | +0.76 | Violeta                   | Incolor                   |
| Viológen                                                 | -0.43 | Incolor                   | Blau                      |

## Indicadors redox dependents del pH
| Indicador                                  | E0, V at pH=0 | E0, V at pH=7 | Color de la forma Oxidada | Color de la forma Reduïda |
| ------------------------------------------ | ------------- | ------------- | ------------------------- | ------------------------- |
| Sodi 2,6-Dibromofenol-indofenol o Na-DCPIP | +0.64         | +0.22         | Blau                      | Incolor                   |
| Sodi o-Cresol indofenol                    | +0.62         | +0.19         | Blau                      | Incolor                   |
| Trionina (També anomenat Violeta de Lauth) | +0.56         | +0.06         | Violeta                   | Incolor                   |
| Blau de metilè                             | +0.53         | +0.01         | Blau                      | Incolor                   |
| Indigo-tetraàcid sulfònic                  | +0.37         | -0.05         | Blau                      | Incolor                   |
| Indigo-triàcid sulfònic                    | +0.33         | -0.08         | Blau                      | Incolor                   |
| Indigo-carmina o Indigo-diàcid sulfònic    | +0.29         | -0.13         | Blau                      | Incolor                   |
| Indigo-monoàcid sulfònic                   | +0.26         | -0.16         | Blau                      | Incolor                   |
| Fenosafranina                              | +0.28         | -0.25         | Vermell                   | Incolor                   |
| Safranina T                                | +0.24         | -0.29         | Fucsia                    | colorless                 |
| Vermell Neutre                             | +0.24         | -0.33         | Vemell                    | Incolor                   |